# Puerto de Cotefablo
El puerto de Cotefablo es un paso de montaña situado en la provincia de Huesca entre las localidades de Biescas y Broto. Históricamente está surcado por la carretera  N-260  (Portbou a Sabiñánigo por el Eje Pirenaico).

## Historia
Históricamente estaba surcada por la carretera N-260. En 2012 se abrió una variante que evita este, paso por el Túnel de Petralba, entre Sabiñánigo y Fiscal, ahorrando más de 20 km y un desnivel muy considerable.
- Datos: Q13049931
- Multimedia: Puerto de Cotefablo / Q13049931